# 科料
科料（かりょう）とは、財産刑の一種。
行政罰の一種である「過料」（かりょう）と区別する意味で、科料を「とがりょう」と読み、過料を「あやまちりょう」と読むことがある。

## 日本における科料

### 刑の内容
日本の科料は1,000円以上1万円未満（つまり9,999円以下）の金銭を強制的に徴収する財産刑である。日本の現行刑法における主刑では最も軽い刑罰で、軽微な犯罪に対して科される。罰金と類似しているが、罰金は原則として1万円以上である。
検察庁保管の前科調書に記載され前科となる。検察から市町村への通知はなく、市町村役場の犯罪人名簿には記載されない。

### 法定刑に科料がある主な罪
- 暴行罪 （刑法208条）
- 侮辱罪 （刑法231条）
- 遺失物等横領罪 （刑法254条）
- 道路交通法第121条違反の罪
- 軽犯罪法違反の罪

その他、各種法令の軽微な違反に対する罰則規定に多い。

### 労役場留置
科料を完納できない場合は、労役場に留置され、判決で決められた一日あたりの金額が科料の総額に達するまでの日数の間、労務（封筒貼りなどの軽作業）に服することになる。労役場留置の期間は、1日以上30日以下である（科料を併科した場合は60日以下）。

### 科料の額の変遷
科料の額は次のように変遷している。
1880年　5銭以上 1円95銭以下
旧刑法が制定され、犯罪を重罪、軽罪、違警罪（微罪）に大別し、違警罪に対する主刑として拘留と科料が定められた。
1907年　10銭以上 20円未満
現行刑法が制定され、罰金及び科料の額を引き上げた。罰金は20円以上とされた。この当時の「20円」は、一般国民の月給と同程度の金額であった。
1948年　5円以上 1,000円未満
刑法17条の規定は変えず、罰金等臨時措置法を制定して、罰金及び科料の額を50倍に引き上げた。また、特に科料の下限額又は上限額を定めた罪については、その定めがないものとされた。
1972年　20円以上 4,000円未満
罰金等臨時措置法の改正により、罰金及び科料の額をさらに4倍（刑法17条の規定と比較すると200倍）に引き上げた。
1991年　1,000円以上 1万円未満
「罰金の額等の引上げのための刑法等の一部を改正する法律」（平成3年法律第31号）によって刑法17条を直接改正し、科料の下限額と上限額を引き上げた。

### 科刑状況
科料判決が確定した件数は次のとおりである。
| 年     | 件数  |
| ------ | ----- |
| 2000年 | 3,141 |
| 2001年 | 3,713 |
| 2002年 | 2,752 |
| 2003年 | 2,774 |
| 2004年 | 3,014 |
| 2005年 | 2,829 |
| 2006年 | 2,868 |
| 2007年 | 2,842 |
| 2008年 | 2,507 |
| 2009年 | 3,086 |
| 2010年 | 3,067 |
| 2011年 | 2,964 |
| 2012年 | 2,868 |
| 2013年 | 2,559 |
| 2014年 | 2,417 |
| 2015年 | 2,247 |
| 2016年 | 1,962 |
| 2017年 | 1,919 |
| 2018年 | 1,834 |
| 2019年 | 1,556 |
| 2020年 | 1,366 |
| 2021年 | 1,390 |
| 2022年 | 1,231 |
| 2023年 | 1,264 |

同じ財産刑の罰金刑(2023年で確定人員158,336人)に比べると適用は少ない。99%程度は簡易裁判所の略式手続による略式命令で、通常手続による判決は少ない。罪名別では、道路交通法違反と軽犯罪法違反で大部分を占める。
科料の科刑状況は年代によって大きく変化している。戦前の1926年（大正15年） - 1943年（昭和18年）では、裁判の第一審に占める科料の有罪判決の割合は、1.5 - 14.0%であった。もっとも戦前には、違警罪（微罪）には違警罪即決例を適用して、裁判を経ずに警察署長などの即決処分で科料を科すことが可能であった。1935年（昭和10年）頃にはこれが年間100万件以上あり、科料は最も多用される財産刑であった。
戦後では、1956年（昭和31年）頃に件数のピークがあり、この年に第一審で 614,700件の科料判決が言い渡されて、罰金判決 724,513件と肩を並べるほどであった。これ以後は、自動車の普及とともに交通事犯の罰金が急増し、科料が激減して現在に至る。

## 韓国における科料

### 刑の内容
韓国の科料は2000ウォン以上5万ウォン未満の金銭を徴収する財産刑である（韓国刑法47条）。なお、5万ウォン以上の金銭を徴収する財産刑は罰金にあたる（韓国刑法45条）。
科料を宣告するときは納入しない場合の留置期間を定めて同時に宣告しなければならない（韓国刑法70条）。

### 労役場留置
科料は、判決確定日から30日以内に納入しなければならない（韓国刑法69条1項）。
科料を納めていない者は、1日以上30日未満の期間労役場に留置して、作業に服務にする（韓国刑法69条2項）。

### 未決勾留日数の算入
科料の宣告を受けた者がその一部を納入したときの科料額と留置期間の日数に比例して納入金額に相当する日数を除く（韓国刑法71条）。